# Linienschiff

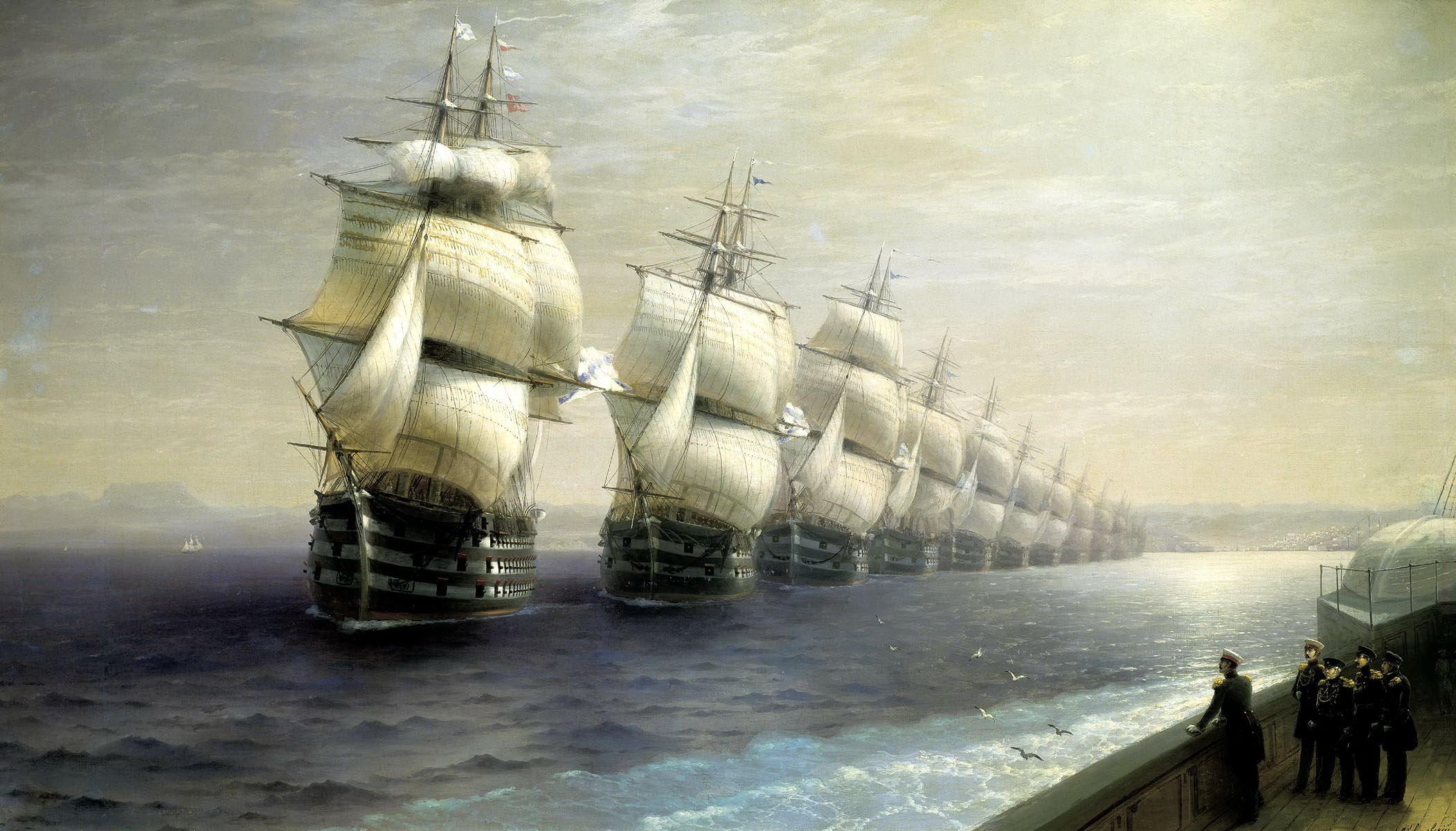
Die russische Schwarzmeerflotte paradiert 1849 in Linienformation vor Sewastopol, Ölgemälde von Iwan Konstantinowitsch Aiwasowski, 1886

Ein Linienschiff ist ein historischer Typ von Kriegsschiffen. Dieser Schiffstyp war vom 17. Jahrhundert bis zum Beginn des 20. Jahrhunderts in Gebrauch. Der Name entstand dadurch, dass diese Schiffe im Gefecht hintereinander in Kiellinie segelten.
Äquivalent und gleichzeitig wurde offenbar auch der Begriff „Reihenschiff“ gebraucht, während dieser Begriff später nur noch für Schiffe von Handelsschiffergilden verwendet wurden.

## Hölzerne Batterieschiffe mit Segeltakelung (vor 1860)

### Segellinienschiffe

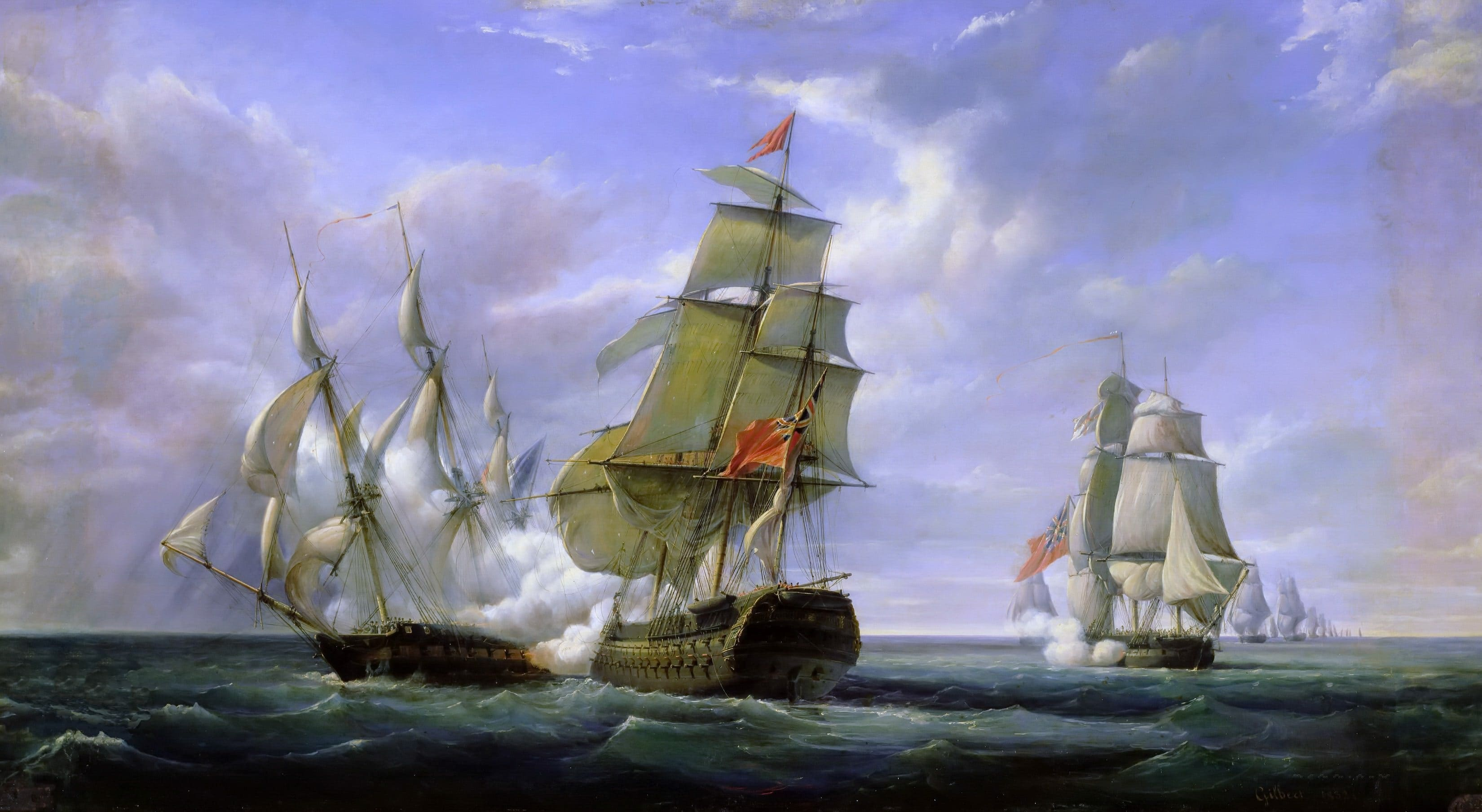
Kampf des britischen Linienschiffs Tremendous und einer britischen Fregatte gegen die französische Fregatte La Canonniere (1806).

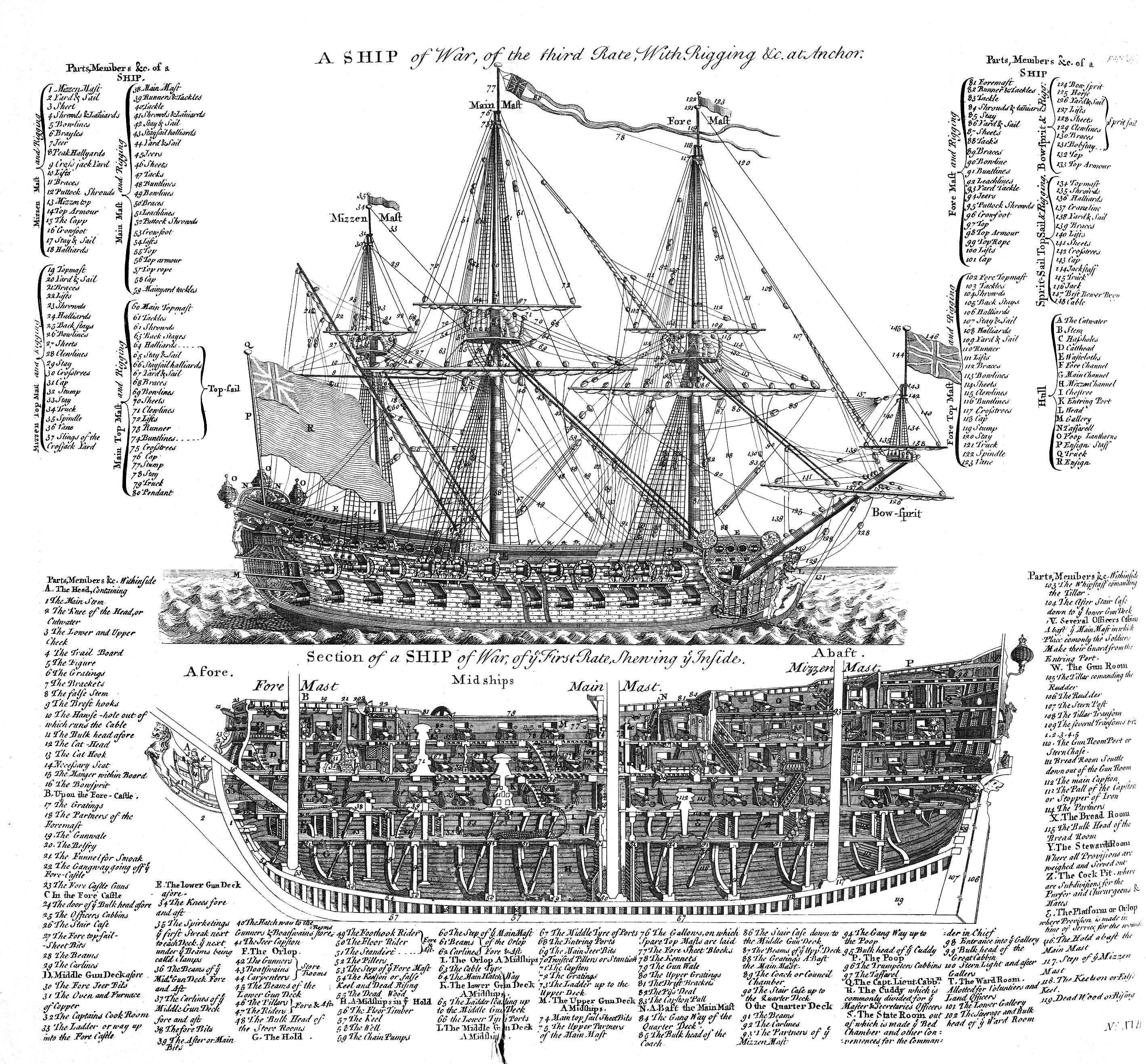
Ansicht eines britischen Schiffs 3. Ranges (oben) und Längsschnitt eines Schiffs 1. Ranges (unten)

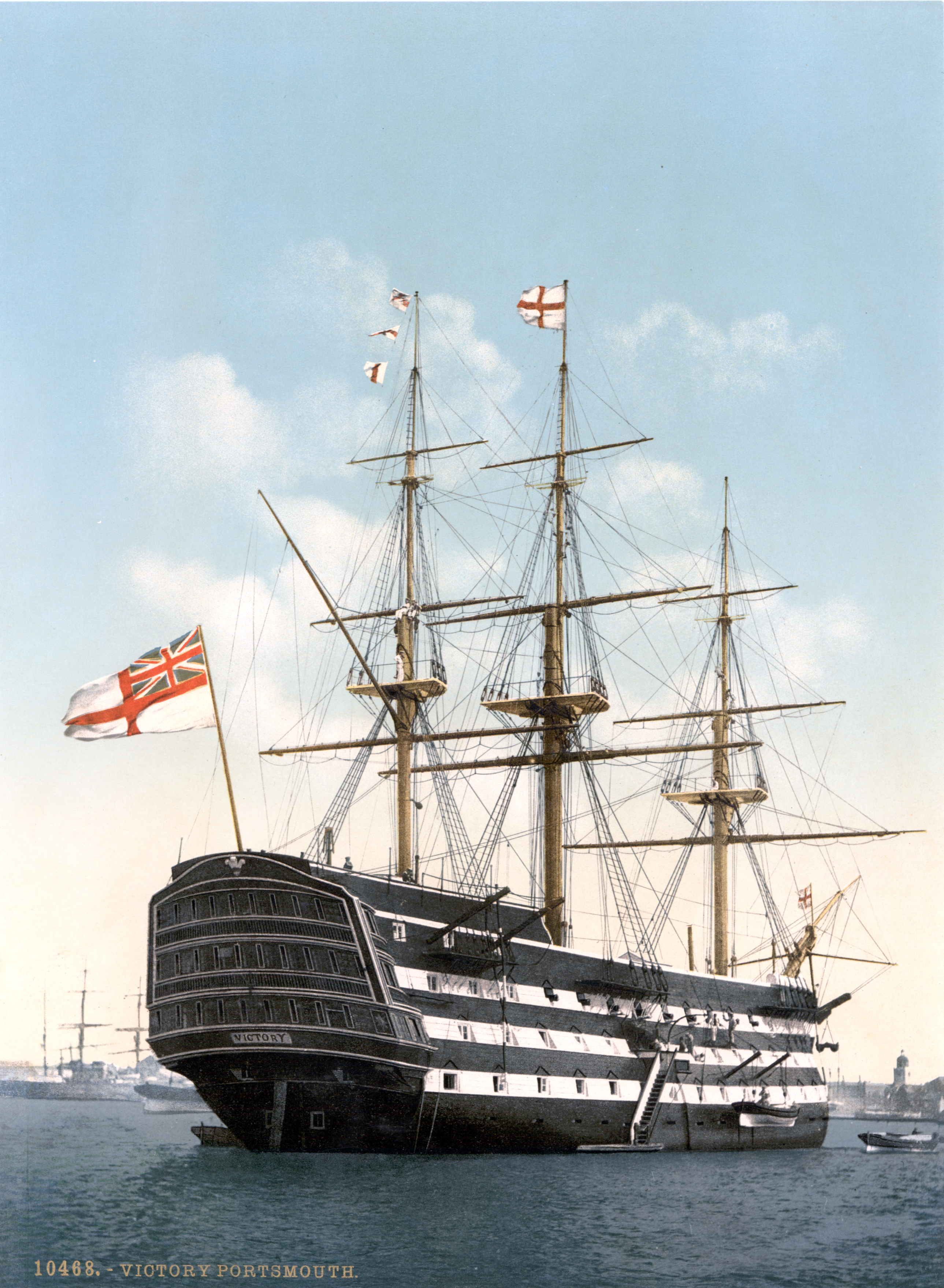
Die Victory um 1900 in Portsmouth, dieses Linienschiff diente Admiral Nelson 1805 bei der Schlacht von Trafalgar als Flaggschiff.

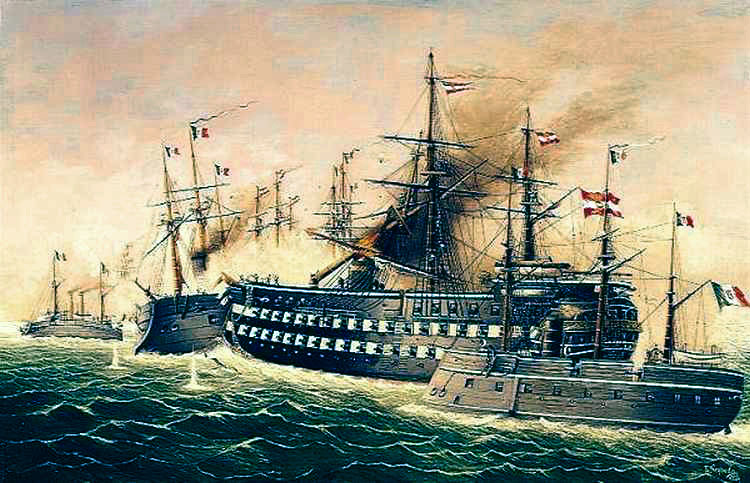
Das österreichische Linienschiff Kaiser rammt die Re di Portogallo während der Seeschlacht von Lissa

Das Segellinienschiff war vom 16. bis zum 19. Jahrhundert das schwerste Kriegsschiff in Europa. Schwerfälliger als die Fregatte, besaß es die größte Tonnage und die durchschlagsstärksten Kanonen. Mit der Erfindung der Stückpforte, einer verschließbaren Öffnung am Rumpf, um 1500 war es möglich, Geschütze relativ dicht über der Wasseroberfläche in den Zwischendecks zu positionieren. Derart tief liegende Geschütze konnten relativ groß gewählt werden, ohne die Stabilität des Schiffes zu gefährden.
Im Laufe des 16. Jahrhunderts wuchs die Bedeutung der Artillerie im Seekampf beständig, während im gleichen Maße die des Enterkampfes zurückging. Im 17. Jahrhundert wurde damit begonnen, Taktiken zu entwickeln, die der Stärke der Artillerie Rechnung trugen. Eine logische Konsequenz der Breitseitenaufstellung war die Anordnung der Schlachtflotten in Kiellinie, die das Mêlée als Kampfformation ablöste.
Da die ganze Flotte in Formation nur so schnell war wie das langsamste Schiff, wurde die Geschwindigkeit bei der Entwicklung von Schiffen für die Hauptkampflinie als nachrangig eingestuft. Dafür wurden auf Bewaffnung und Standfestigkeit (die Fähigkeit des Schiffes, Beschuss auszuhalten) Wert gelegt.
Auf den Linienschiffen waren 50 bis 130 Kanonen über mehrere Decks verteilt, und zwar von zwei durchlaufenden Decks bis zu vier Decks. Die Schiffe wurden gemäß ihrer Bewaffnung in Ränge eingeteilt und als Zweidecker, Dreidecker oder Vierdecker (etwa die spanische Santísima Trinidad) bezeichnet. Dabei bildeten die Zweidecker, die von Bewaffnung, Segeleigenschaften und Kosten die ausgewogenste Konstruktion waren, das Rückgrat der Linienstreitkräfte, sie waren aber weniger repräsentativ als Drei- und Vierdecker. Gegen Ende des zweiten Jahrzehnts des 19. Jahrhunderts führte die Royal Navy die Kreuzspantenbauweise ein, die nochmals eine deutliche Steigerung der Schiffslänge ermöglichte. Danach wurde der schon vorher laufend vergrößerte Zweidecker endgültig zur dominierenden Linienschiffsform, verbunden mit einer zukünftigen laufenden Steigerung der Kalibergrößen auf Kosten der Anzahl der Geschütze.
Die schwersten Geschütze, die 32-Pfünder bis 42-Pfünder, wurden auf dem untersten Batteriedeck positioniert. Darüber im Mitteldeck und auf dem Oberdeck wurden 24-Pfünder und 12-Pfünder aufgestellt. Die Bezeichnung der Geschütze richtete sich nach dem Gewicht der von ihnen verschossenen Kanonenkugeln. Neben den Geschützen auf den einzelnen Decks wurden weitere Geschütze auf dem Halbdeck oder der Schanz achtern und der Back vorn platziert. Ab etwa 1780 wurden diese Geschütze teilweise durch Karronaden, eine verheerende Nahkampfwaffe, ersetzt. Erhalten blieben aber meistens die langrohrigen Jagdkanonen, die bei Verfolgungen eingesetzt wurden, auf der Back zur Jagd und achtern zur Abwehr von Jägern.
Im Vergleich zu den Linienschiffen des industriellen Zeitalters führten Segellinienschiffe eine große Anzahl von Geschützen, die dabei ein vergleichsweise geringes Kaliber und Geschossgewicht aufwiesen. Die zerstörerische Wirkung der von ihnen abgeschossenen Vollkugeln auf die Rümpfe gegnerischer Linienschiffe war begrenzt. Ein Kampf Kiellinie gegen Kiellinie zwischen zwei Flotten endete deshalb gewöhnlich unentschieden. Entscheidende Siege konnten normalerweise nur durch eine Konzentration der Kräfte auf kurze Entfernungen errungen werden. Selbst dann waren Linienschiffe – außer durch Feuer – kaum zu versenken und wurden üblicherweise, nachdem sie kampfunfähig geschossen waren, geentert.
- Zur Schiffsbesatzung eines Segellinienschiffes siehe Hauptartikel Schiffsbesatzung.
- Zur Rangeinteilung eines Segellinienschiffes siehe Hauptartikel Rangeinteilung der Kriegsschiffe.

### Schraubenlinienschiffe (1845–1860)
Eine nur kurze Blüte erlebten die Schrauben-Linienschiffe, die zusätzlich mit Dampf angetrieben werden konnten. Zunächst wurden gegen 1845 bereits vorhandene Segel-Linienschiffe mit 300 bis 1000 PS starken Dampfmaschinen ausgerüstet. Ab 1850 wurden solche Schiffe aber auch von Beginn an mit Schraubenantrieb geplant und gebaut, bis diese dann nur zehn Jahre später bereits als überholt galten.

## Gepanzerte Stahlschiffe mit Dampfantrieb (1860–1945)
Mit Einführung des Dampfantriebs ergaben sich für die Seebefehlshaber neue Möglichkeiten der Gefechtsführung, da man nicht mehr auf die – gemeinsam mit dem Gegner genutzte – Kraft des Windes angewiesen war. Dies führte ab etwa 1860 zu einer Abkehr von der reinen Linientaktik und einer Hinwendung zum formationslosen Kampf Schiff gegen Schiff (Mêlée). Hierfür wurde die Aufgabe des reinen Breitseitenfeuers zugunsten eines verstärkten Rundum- und Überendfeuers notwendig, was sich in der grundlegenden Neukonstruktion der Linienschiffe niederschlug.

### Panzerlinienschiffe mit Hinterladern (1860–1890)
Mit der Einführung eiserner Schiffsrümpfe seit den späten 1850er Jahren, die in den Panzerschiffen verwendet wurden, führte die Entwicklung des Hauptkampfschiffs vom klassischen Segel-Linienschiff aus Holz hin zu dampfgetriebenen Schiffen mit anfangs schmiedeeisernen Panzerungen. Dabei entwickelten sich verschiedene – teilweise miteinander konkurrierende – Konzepte, die sich durch die Art, wie die Geschütze in und auf dem Schiff aufgestellt waren, und die Anordnung der Panzerung unterschieden. Folgende Grundtypen lassen sich unterscheiden:
Nach der Aufstellung der Geschütze
- Batterie
- Zentralbatterie
- Kasematte
- Turm
- Barbette

Nach der Anordnung der Panzerung
- Panzergürtel
- Panzerdeck
- Zitadelle

Ferner wurden die Panzerlinienschiffe grundsätzlich in Panzerkorvetten, die ihre Bewaffnung an Oberdeck führten, und Panzerfregatten unterschieden, die über ein Batteriedeck oder eine Kasematte verfügten. Diese Benennungen wurden auch offiziell verwendet; es gab aber auch Typen, die beides in sich vereinten und als Panzerschiffe eingeordnet wurden. Infolge dieser Entwicklung kam es zu einem vorübergehenden Verschwinden des Begriffs Linienschiff, der erst um 1890 wieder auflebte.

#### Batterieschiff / Breitseitschiff
Die Bezeichnung Batterieschiff bezieht sich darauf, dass die Kanonen des Schiffes in einem oder mehreren Batteriedecks standen. Da sie durch Stückpforten im Rumpf nach den Seiten hin feuerten, spricht man auch vom Breitseitschiff. Diese Bauform lehnt sich noch sehr stark an der ihrer hölzernen Vorgänger an. Vor allem gab es noch keine gepanzerten Querschotten, die Schutz vor von hinten oder vorne einschlagenden Geschossen geboten hätten.

#### Zentralbatterieschiff
Die Umstellung von Vorderladern auf Hinterlader brachte es mit sich, dass die Geschütze, die jetzt gezogene Rohre hatten und Granaten statt Kugeln verschossen, wesentlich größer und länger waren als die alten Kanonen aus Bronzeguss. Ihre Zahl musste deshalb drastisch reduziert werden. Beim Zentralbatterieschiff standen die Geschütze in einem Panzerkasten, dieser hatte aber eher die Form eines gepanzerten Batteriedecks, und die Geschütze feuerten konventionell durch Stückpforten in den Schiffsseiten.

#### Kasemattschiff
Um sie effektiver einsetzen zu können, wurden sie in einem in den Schiffskörper eingebauten gepanzerten Kasten, der Kasematte, zusammengefasst. Die Geschütze standen auf drehbaren Lafetten und schossen durch mitdrehende Schartenblenden. Vor und hinter der Zitadelle hatten die Schiffskörper Einziehungen, die den Geschützen ein glattes Einschwenken und damit das Feuer nach voraus und achteraus ermöglichten.

#### Turmschiff

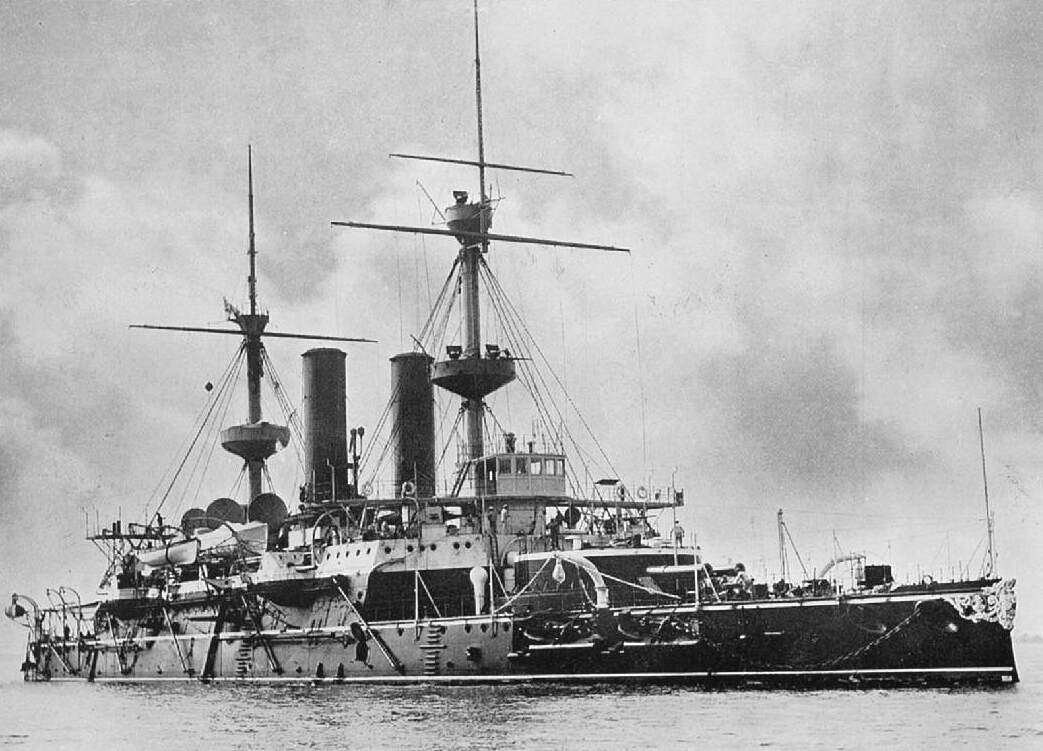
HMS Hood, das letzte Turmschiff

Bei Turmschiffen waren die Geschütze in einem oder mehreren drehbar gelagerten, zylindrischen Räumen, den Türmen, aufgestellt. Diese Türme waren noch wesentlich einfacher als die späteren Geschütztürme gebaut.

#### Barbettschiff / Redouitschiff
Bei diesem Typ befanden sich auf Vorderdeck und Achterdeck je eine gepanzerte Brustwehr. Diese hatte einen kreisrunden oder birnenförmigen Grundriss. In ihrem Inneren standen die Geschütze auf einer Drehscheibe und feuerten über den Rand der Barbette genannten Brustwehr hinweg.
Eine vor allem in der französischen Flotte gebräuchliche Variante war das Redouitschiff. Hier waren die – in der Regel diagonal gegeneinander versetzten – Drehscheiben von einer gemeinsamen, ovalen Brustwehr, dem Redouit, umgeben. Die versetzte Aufstellung hatte den Vorteil, dass alle Geschütze gemeinsam nach voraus und achteraus feuern konnten.
Unter dem Eindruck der Seeschlacht von Lissa 1866 entstanden darüber hinaus Varianten dieser Typen, die als spezielle Rammschiffe konzipiert waren, wie Turmrammen oder Kasemattrammen. Auch war es nun allgemein üblich, die Rümpfe der Schiffe mit wasserdichten Schotten in Abteilungen zu trennen, um die Überflutung im Fall eines Rammstoßes oder eines Treffers unter der Wasserlinie zu begrenzen.

#### Zitadellschiff
Zunehmende Gefechtsentfernungen mit steileren Geschossflugbahnen infolge von Fortschritten im Geschützwesen machten gepanzerte Decks unerlässlich. Um das Gewicht der Panzerung zu begrenzen, wurde diese auf den Bereich der Munitionskammern und der Antriebsanlage konzentriert und an den Enden durch ebenfalls gepanzerte Querschotten abgeschlossen. Vor und hinter dem sich aus den Panzerflächen ergebenden Decksaufbau waren die Schiffe nur leicht oder gar nicht gepanzert.
Alle diese Schiffe unterschieden sich erheblich in Größe, Geschwindigkeit sowie Anzahl und Kaliber ihrer Geschütze, was einen gemeinsamen Einsatz im Verband erheblich erschwerte. Erst als sich das Barbettschiff als leistungsfähigster Entwurf durchzusetzen begann, nahm die Verwirrung der vielen unterschiedlichen Typen ein Ende.
Die neuartige Anordnung der Geschütze führte zwar zu einer Steigerung der Feuerkraft über Bug und Heck, aber um den Preis einer verminderten Feuerkraft nach den Seiten (Breitseite). Die Formation in Kiellinie erschien zunehmend unpraktikabel. Die bisherige Marinestrategie war dadurch in Frage gestellt. Auch der Begriff Linienschiff war nun unpassend und wurde allmählich durch den Begriff „capital ship“, Hauptschiff, beziehungsweise Schlachtschiff ersetzt.

### Einheits-Linienschiffe (1890–1905)
Die Barbettschiffe trugen einen, ab ca. 1890 bei allen Nationen zwei Geschütztürme mit je zwei Kanonen vom Kaliber 24 bis 30,5 cm. Diese Türme waren jeweils vorne auf der Back und hinten auf der Schanz aufgestellt. Hier spricht man auch von „Einheitslinienschiff“.
Der nächste Entwicklungsschritt war, den von Panzerung umgebenen Raum in der Schiffslängsachse zu teilen und zwischen den Geschützen Querschotten einzubauen, die ebenfalls gepanzert waren. So stand jedes Geschütz in seiner eigenen gepanzerten Kammer, der Kasematte. Dies hatte den Vorteil, dass die benachbarten Kasematten unzerstört blieben, sollte eine von ihnen einen Treffer erhalten.

### Großlinienschiffe (1905–1922)

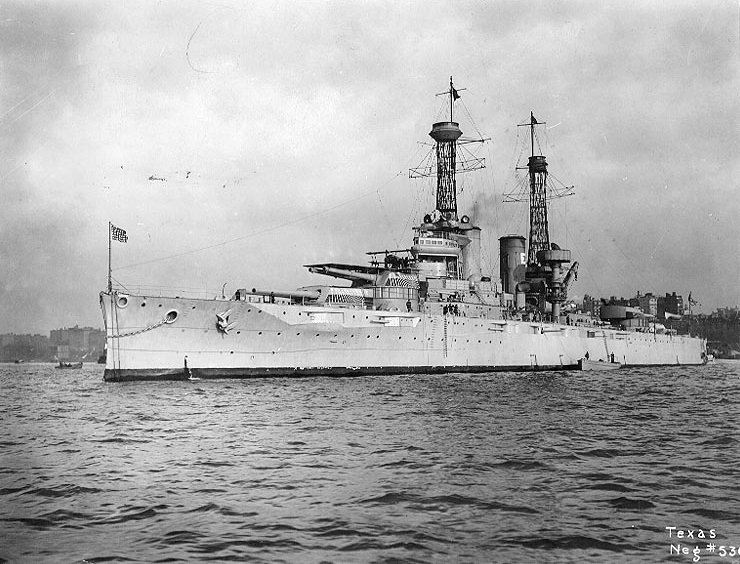
USS Texas (1919), ein „Super-Dreadnought“

Den nächsten Schritt vollzogen fast zeitgleich die Briten mit der Dreadnought (1906) und die USA mit den Schiffen der South-Carolina-Klasse mit dem Verzicht auf die Mittelartillerie zugunsten einer stärkeren Hauptbewaffnung. Während die Dreadnought drei Türme in Mittelschiffs- und zwei in Seitenaufstellung führte (sogenannte Flügeltürme), lagen bei den US-Schiffen alle vier Türme bereits in der Längsachse des Schiffes. Während in Deutschland dieser Typ als „Großlinienschiff“ bezeichnet wurde, sprach man im englischsprachigen Raum von Dreadnought.

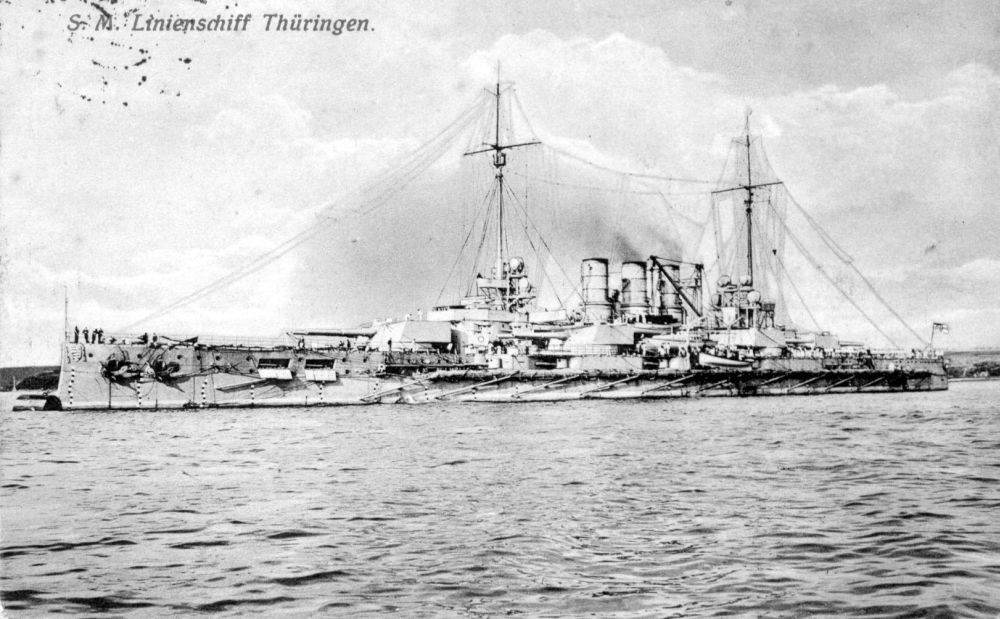
Zeitgenössische Ansichtskarte der Thüringen

Mit der Orion (Indienststellung Januar 1912, 10 × 34,3 cm in fünf Zwillingstürmen) begann die Zeit der „Superdreadnoughts“. Damit bezeichnete man Schiffe, deren Hauptartillerie aus Geschützen bestand, deren Kaliber größer als die bis dahin üblichen 12 Zoll (30,5 cm) war. Das Gefecht in der Schlachtlinie wurde nach Ende des Ersten Weltkrieges als überholt angesehen, und auch in Deutschland wurde die Bezeichnung „Großlinienschiff“ durch „Schlachtschiff“ ersetzt.
Im Deutschen Reich wurde etwa das Großlinienschiff Thüringen (22.800 t), ein früher Dreadnought-Typ der Helgoland-Klasse gebaut. Ihre zwölf 30,5-cm-Geschütze sind in den sechs Drehtürmen angebracht, ein Deck tiefer befindet sich die Mittelartillerie in Kasemattaufstellung.

### Schnelle Schlachtschiffe und Großkampfschiffe (1922–1945)
Nach verschiedenen Anläufen, die Zahl und die Tonnage der Großlinienschiffe auf internationalen Flottenkonferenzen zu begrenzen, erlebte der Schiffstyp ab den späten dreißiger Jahren seinen letzten Höhepunkt, bis sich im Zweiten Weltkrieg die Verwundbarkeit dieser Schiffe gegen moderne Lufteinheiten herausstellte.